# Penrith (Cumbria)
Penrith is een plaats in het bestuurlijke gebied Eden, in het Engelse graafschap Cumbria. In 2011 telde de plaats 15.487 inwoners.